# Джей Ґудінґ
Джей Ґудінґ (англ. Jay Gooding; нар. 1 січня 1976) — колишній австралійський тенісист.
Найвищу одиночну позицію світового рейтингу — 488 місце досяг 13 серпня 2001, парну — 400 місце — 21 квітня 2003 року.

## Титули ITF Ф'ючерс

### Парний розряд: (5)
| Ранг | Дата     | Турнір                    | Покриття | Партнер          | Суперники                       | Рахунок             |
| ---- | -------- | ------------------------- | -------- | ---------------- | ------------------------------- | ------------------- |
| 1.   | Вер 2000 | Японія F6, Касіва (Тіба)  | Тверде   | Девід Мак-Намара | Івамі Тасуку Такада Міцуру      | 6–7(3), 6–4, 7–6(6) |
| 2.   | Вер 2000 | Японія F7, Тіба           | Тверде   | Девід Мак-Намара | Сулістьйо Вібово Боніт Вір'яван | w/o                 |
| 3.   | Лис 2000 | Австралія F1, Мельбурн    | Тверде   | Девід Мак-Намара | Пол Генлі Джордан Керр          | 6–2, 3–6, 6–4       |
| 4.   | Сер 2001 | Люксембург F2, Люксембург | Ґрунт    | Себастьян Фіц    | Роберто Альварес Жордан Добль   | 6–7(3), 6–3, 6–3    |
| 5.   | Кві 2003 | США F8, Літл-Рок          | Тверде   | Джордан Керр     | Нік Кровелл Люк Шилдс           | 6–3, 6–4            |